# Copa Intercontinental de 2018 (Índia)
A Copa Intercontinental de 2018 (conhecida como Copa Intercontinental do Hero de 2018 por motivos de patrocínio ) foi um torneio de futebol de 4 times realizado no Mumbai Football Arena na cidade indiana de Mumbai entre 1 e 10 de junho de 2018. O torneio foi organizado pela AIFF como parte da preparação da seleção indiana para a Copa da Ásia de 2019 .

## Participantes
O Ranking da FIFA, a partir de 1º de junho de 2018:
- África do Sul (72)
- Índia (97)
- Quénia (112)
- Nova Zelândia (120)
- Taipé Chinesa (121)

Inicialmente, a África do Sul foi anunciada para participar do torneio, mas a Quênia posteriormente os substituiu quando a África do Sul expressou sua incapacidade de participar. As outras duas seleções participantes do torneio foram o Taipei Chinês da região AFC e a Nova Zelândia da região OFC.

## Formato
Todas as seleções jogam entre si em um grupo, o 1° e o 2° avançam para a final.

## Fase de grupos
| Pos | Time          | Part. | V | E | D | GP | GC | GD  | Pts |                     |
| --- | ------------- | ----- | - | - | - | -- | -- | --- | --- | ------------------- |
| 1   | Índia (H)     | 3     | 2 | 0 | 1 | 9  | 2  | +7  | 6   | Avança para a Final |
| 2   | Quênia        | 3     | 2 | 0 | 1 | 6  | 4  | +2  | 6   | Avança para a Final |
| 3   | Nova Zelândia | 3     | 2 | 0 | 1 | 4  | 3  | +1  | 6   |                     |
| 4   | Taiwan        | 3     | 0 | 0 | 3 | 0  | 10 | −10 | 0   |                     |

| 1 de janeiro de 2018 | Índia                                          | 5-0 | Taiwan | Mumbai Football Arena, Mumbai               |
|                      | S. Chhetri 14' 34' 62' U. Singh 48' Halder 78' |     |        | Público: 2,569 Árbitro: Nivon Robesh Gamini |

| 2 de julho de 2018 | Quênia                 | 2-1 | Nova Zelândia | Mumbai Football Arena, Mumbai |
|                    | Miheso 45' Ochieng 69' |     | Singh 42'     | Árbitro: Santhosh Kumar       |

| 4 de julho de 2018 | Índia                                         | 3-0 | Quênia | Mumbai Football Arena, Mumbai                  |
|                    | Sunil Chhetri 68' (Pen.) 90+2' Lalpekhlua 71' |     |        | Público: 8 890 Árbitro: Hettikamkanamge Perera |

| 5 de julho de 2018 | Taiwan | 0-1 | Nova Zelândia    | Mumbai Football Arena, Mumbai |
|                    |        |     | Bevan 36' (Pen.) | Árbitro: C. R. Srikrishna     |

| 7 de julho de 2018 | Índia             | 1-2 | Nova Zelândia        | Mumbai Football Arena, Mumbai   |
|                    | Sunil Chhetri 47' |     | De Jong 49' Dyer 86' | Árbitro: Hettikamkanamge Perera |

| 8 de julho de 2018 | Taiwan | 0-4 | Quênia                                       | Mumbai Football Arena, Mumbai |
|                    |        |     | Odhiambo 52' Atudo 55' (Pen.) 88' Otieno 70' | Árbitro: Santhosh Kumar       |

## Final
| 10 de julho de 2018 | Índia                | 2-0    | Quênia | Mumbai Football Arena, Mumbai |
|                     | Sunil Chhetri 8' 28' | Report |        | Árbitro: Nivon Robesh Gamini  |

## Presença da torcida
Após um baixo comparecimento de 2.569 na primeira partida do torneio, o capitão indiano Sunil Chhetri carregou um vídeo em suas contas do Twitter e Instagram pedindo aos indianos que comparecessem aos jogos de futebol indianos. O apelo de Chhetri foi endossado por outros esportistas, incluindo o capitão indiano de críquete Virat Kohli, a lenda do críquete Sachin Tendulkar e o tenista Sania Mirza . As pessoas responderam ao apelo reservando ingressos para o próximo jogo da Índia contra o Quênia, e o jogo esgotou antes do dia da partida. A partida foi a 100ª internacionalização de Chhetri pela Índia, na qual ele marcou dois gols, levando a Índia a vencer por 3-0. O tweet foi o tweet mais retuitado em 2018, de acordo com o Twitter India, e recebeu o prêmio The Golden Tweet .